# Омские Медиа
AO «Омские Медиа» — телерадиокомпания Омской области; холдинг, объединяющий ТВ (круглосуточный «12 канал»), радио и собственное информационное агентство.

## История
Освоение телевизионного пространства региона 12 каналом началось с 15 сентября 1998 года с ежедневных выпусков «Часа новостей».
С 1 апреля 1999 года партнером «12 канала» стала компания REN-TV.
16 августа 1999 года состоялся выход нового канала совместно с телекомпанией REN-TV. В эфире стали появляться новые передачи собственного производства.
В 2001 году в жизни «12 канала» начинается новый этап: наряду с ОТВ-3 и несколькими районными телестудиями он становится частью ГТРК «Омск». Телекомпания развивается, в эфир ежегодно выходят новые проекты.
В марте 2009 года у ГТРК «Омск» появился официальный сайт в Интернете, а спустя два года в сети Интернет было запущено онлайн-вещание телеэфира 12 канала. Также в этот год в кабельном эфире началась трансляция первого в области регионального круглосуточного телеканала «Омск-24». Запуск собственного канала позволил ГТРК «Омск» транслировать события Омской области в режиме 24х7, без ограничений и поправок на федеральные программы.
22 декабря 2010 года ГПОО ГТРК «Омск» было преобразовано в ОАО «ГТРК-Омск».
Решением Федеральной конкурсной комиссии по телерадиовещанию в марте 2017 года телеканал выбран обязательным общедоступным региональным телеканалом («21-я кнопка») Омской области.
В августе 2017 года ОАО Государственная телерадиокомпания «Омск» объединилась с омским изданием газеты «Московский комсомолец» в АО «Омские медиа».
В ноябре 2019 года программы «12 канала» стали транслироваться в эфире телеканала ОТР. Первую в России врезку регионального контента в эфир ОТР обеспечил Омский областной радиотелецентр. (с 06:00 до 09:00 и с 17:00 до 19:00)

## Вещание
Зона охвата «12 канала» превышает 90 % от общего количества населения области. Передачи 12 канала доступны зрителям Омской области в эфире, по кабелю и со спутника.

## Структура
Холдинг «ГТРК-Омск» объединяет 12 канал и Радио Монте-Карло Омск, а также ведет онлайн-вещание в сети Интернете на своём сайте.

## Коллектив
Штат головного офиса компании — свыше 200 сотрудников, вместе с районными филиалами компания насчитывает 450 человек..